# Giải bóng đá vô địch quốc gia Quần đảo Cook 1985
Giải bóng đá vô địch quốc gia Quần đảo Cook 1985 là mùa giải thứ 16 được ghi nhận của giải đấu bóng đá cao nhất ở Quần đảo Cook, với việc không rõ kết quả ở các mùa giải từ 1951 đến 1969. Arorangi giành chức vô địch đầu tiên được ghi nhận, và mới chỉ là lần thứ 2 kể từ mùa giải đầu tiên năm 1950 nếu chức vô địch không thuộc về Titikaveka, theo sau chiến thắng của Avatiu ở mùa giải 1980.